# Llundain
Llundain (in latino resa come Londinium) è un'antica città menzionata nella Historia Regum Britanniae di Goffredo di Monmouth inerente al ciclo arturiano e a lungo tempo confusa con Londra. In antico gallese e nel Brut y Brenhinedd è chiamata Caer Lud e secondo la tradizione fu fondata da Bruto proveniente da Troia sul Teme (Temys in antico gallese). Potrebbe corrispondere all'attuale città di Ludlow.